# Allée couverte du Tertre de l'église
L' allée couverte du Tertre de l'église est située à Plévenon dans le département français des Côtes-d'Armor.

## Description
L'allée couverte a été édifiée à environ 500 m de la mer. Elle est désormais en partie ruinée. Elle était constituée de trente-deux dalles, soit une longueur estimée à 17 m pour 2 m de largeur et une hauteur sous dalle d'environ 1,50 m. Le sol intérieur était dallé. Son tumulus fut détruit en 1859 et les tables de couverture entassées à proximité. Les plus grandes tables de couverture mesuraient entre 2,50 m et 2,80 m de long pour 2,10 m à 2,60 m de large et 0,60 m d'épaisseur.
En 1861, M. Villeguérin y mena une première fouille, suivie d'une seconde fouille menée par Robinot de Saint-Cyr et le Dr Douillet en 1873-1874. A cette occasion, Robinot de Saint-Cyr dressa un plan de l'édifice, le seul connu à ce jour. Ces fouilles ont permis de recueillir «six squelettes humains, des silex, huit perles de collier, des haches polies, deux poignards en bronze et des poteries, certaines calcinées». L'édifice a donc été réutilisé à l'âge du bronze.